# Ononis pseudoserotina
Ononis pseudoserotina là một loài thực vật có hoa trong họ Đậu. Loài này được Batt. & Pit. miêu tả khoa học đầu tiên.